# Панеа (скала)
Панеа (также Панея от греч. «Панайа» — пресвятая (Богородица); укр. Панея, крымскотат. Paneya, Панея) — скала, выходящая в море крутым юго-западным склоном. Находится в Симеизе, между горой Кошка и скалой Дива.
Скала имеет островерхую форму, высота — 70 м над уровнем моря. Её северо-западные и западные склоны — скальные стенки, уходящие в море и поэтому совершенно недоступны. Северо-восточные и восточные склоны скалы более доступны: здесь проходила древняя дорога, которая вела к трём отдельным небольшим площадкам. На одной из них были обнаружены фрагменты таврской керамики, что даёт возможность предположить наличие здесь таврского поселения. Здесь находились также поселения X—XIII веков с укреплённым монастырём, храм и жилые постройки. Сохранившиеся остатки боевых стен, башен свидетельствуют о наличии на скале генуэзской крепости конца XIV — начала XV веков. Во время землетрясения 1927 года обвалилась часть южного склона скалы Панея.